# How Would You Like to Be
How Would You Like to Be (¿Cómo te gustaría ser?) es una canción infantil con reminiscencias de canción de cuna, grabada por Elvis Presley para la banda sonora de la película It Happened at the World's Fair (Sucedió en la feria mundial). RCA la editó el 14 de noviembre de 1966 a su vez en formato de disco sencillo junto a la canción If Every Day Was Like Christmas y posteriormente en el álbum compilado Elvis Sings For Children And Grownups Too ! El tema fue compuesto por Ben Raleigh y Mark Barkan.

## Grabación
Elvis grabó la canción el 22 de septiembre de 1962 en el legendario estudio B de la RCA en Nashville, Tennessee. La base de la canción sobre la que se apoya la voz de Elvis está determinada por el marcado ritmo de marcha militar de la batería y una melodía ejecutada por las notas más agudas del piano, que en este caso actúa a modo de caja musical. Elvis realizó unas seis tomas del tema y finalmente se extrajo esta última toma para realizar el máster.

### Músicos
- Elvis Presley - voz
- Don Robertson - piano y órgano
- D. J. Fontana - batería
- Frank Carlson- batería

## Letra
La canción gira en torno a un adulto que le pregunta a un infante (en el caso de la película a la niña Vicky Tiu) acerca de qué le gustaría ser, enumerándole las posibilidades, entre las cuales se encuentran la de ser un payaso, un canguro, y un ruiseñor entre otros.
How would you like to be
A little circus clown?
And you could wear a smile

Instead of a frown

## Escena de la película
Elvis interpreta la canción en una escena de la película It Happened at the World's Fair donde entretiene con ella a la pequeña de la cual se hace cargo, Sue Lin (Vicky Tiu) acompañándose de una gran cantidad de muñecos a cuerda que ejecutan instrumentos musicales logrando una melodía similar a la de una caja de música.

## Ediciones
- It Happened at the Worl's Fair (álbum) RCA Victor 1963 [6]
- If Every Day Was Like Christmas / How Would You Like to Be (sencillo) RCA 1967  [6]
- Elvis Sings Hits From His Movies (álbum) RCA International 1972 [1] [6]